# Перелік ракетних ударів під час російського вторгнення (зима 2023/2024)
Перелік ракетних ударів які завдають обидві сторони війни під час російського вторгнення в Україну, інформація про які була опублікована у відкритих джерелах.
Без ударів некерованими ракетами авіації, артилерії, РСЗВ та комплексів С-300.

## Засоби ураження
| назва      | назва         | носій          | тип                                                 | створено | дальність | бойова частина          | КІВ       |
| ---------- | ------------- | -------------- | --------------------------------------------------- | -------- | --------- | ----------------------- | --------- |
| Shahed 136 | —             | —              | дрон-камікадзе                                      | 2020     | 2500 км   | 46,5 кг (51 кг серія К) | 5-15 м    |
| Х-31       | —             | авіація        | авіаційна ракета класу «повітря-поверхня»           | 1988     | 110 км    | 87 кг                   | 10-15 м   |
| 5В55       | —             | С-300          | зенітна ракета                                      | 1970     | 75 км     | 130 кг                  | 50-100 м  |
| 48Н6       | —             | С-300, С-400   | зенітна ракета                                      | 1990     | 150 км    | 145 кг                  | 30-50 м   |
| Х-35       | «Звєзда»      | авіація        | крилата протикорабельна ракета                      | 1973     | 300 км    | 145 кг                  | 5-10 м    |
| Х-59       | «Овод»        | авіація        | авіаційна ракета класу «повітря-поверхня»           | 1975     | 45 км     | 148 кг                  | 10-20 м   |
| 48Н6М      | —             | С-300, С-400   | зенітна ракета                                      | 2007     | 200 км    | 150 кг                  | 10-30 м   |
| 48Н6ДМ     | —             | С-300, С-400   | зенітна ракета                                      | 2007     | 250 км    | 180 кг                  | 10-20 м   |
| Х-38       | —             | авіація        | авіаційна ракета класу «повітря-поверхня»           | 2012     | 40 км     | 250 кг                  | 5-10 м    |
| 3М55       | П-800 «Онікс» | флот           | універсальна протикорабельна ракета                 | 1987     | 600 км    | 300 кг                  | 10-20 м   |
| 3M22       | «Циркон»      | флот           | протикорабельна крилата ракета                      | 2021     | 1000 км   | 300 кг                  | 5-10 м    |
| Х-69       | —             | авіація        | крилата ракета класу «повітря-поверхня»             | 2022     | 290 км    | 310 кг                  | 10-20 м   |
| Х-29       | —             | авіація        | авіаційна ракета класу «повітря-земля»              | 1980     | 30 км     | 317 кг                  | 5-20 м    |
| Х-101      | —             | Ту-95, Ту-160  | стратегічна крилата ракета класу «повітря-поверхня» | 1999     | 5500 км   | 400 кг                  | 10-20 м   |
| 3М14       | «Калібр»      | флот           | крилата ракета                                      | 2012     | 2600 км   | 450 кг                  | 10-20 м   |
| 9М723      | «Іскандер»    | «Іскандер-М»   | балістична ракета класу «поверхня-поверхня»         | 2011     | 400 км    | 480 кг                  | 5-10 м    |
| 9М728      | «Іскандер»    | «Іскандер-К»   | крилата ракета класу «поверхня-поверхня»            | 2008     | 500 км    | 480 кг                  | 5-7 м     |
| 9М729      | «Іскандер»    | «Іскандер-К»   | крилата ракета класу «поверхня-поверхня»            | 2018     | 1500 км   | 480 кг                  | 5-7 м     |
| 9М79       | «Точка»       | 9К79 «Точка»   | ракета тактичного ракетного комплексу               | 1973     | 70 км     | 482 кг                  | 100-150 м |
| 9М79-1     | «Точка-У»     | 9К79 «Точка-У» | ракета тактичного ракетного комплексу               | 1989     | 120 км    | 482 кг                  | 30-50 м   |
| KN-23      | Hwasong-11Ga  | —              | тактична балістична ракета                          | 2018     | 550 км    | 500 кг                  | 5-10 м    |
| Х-47М2     | «Кинджал»     | МіГ-31К        | аеробалістична ракета                               | 2017     | 2000 км   | 500 кг                  | 10-20 м   |
| Х-22       | «Буря»        | Ту-22          | крилата протикорабельна ракета                      | 1962     | 330 км    | 950 кг                  | 500-700 м |

## Ракетні удари

### Грудень
- Ракетний удар по штабу Чорноморського флоту ВМФ Росії
- Масований ракетний обстріл України 29 грудня 2023

Зафіксовано щонайменше 169 ракет з російського боку. 132 ракети була перехоплена силами ППО, щонайменше 1 ракета передчасно впала/не здетонувала.
29 грудня 2023 року польський генерал який є членом Ради безпеки й оборони країни, заявив що РФ свідомо обстрілює прикордонні з Польщею регіони України, аби хоче дестабілізувати ситуацію або спровокувати Варшаву.
| Удари завдані Україною | Удари завдані Україною | Удари завдані Україною                                                    | Удари завдані Україною                                                     | дата       | Удари завдані Росією                                                     | Удари завдані Росією  | Удари завдані Росією | Удари завдані Росією | Удари завдані Росією                                                           |
| регіон                 | місце                  | ракети                                                                    | влучання                                                                   | дата       | регіон                                                                   | місце                 | ракети               | ракети               | влучання, загиблі/поранені                                                     |
| ---------------------- | ---------------------- | ------------------------------------------------------------------------- | -------------------------------------------------------------------------- | ---------- | ------------------------------------------------------------------------ | --------------------- | -------------------- | -------------------- | ------------------------------------------------------------------------------ |
| Херсонська обл.        | Херсонська обл.        | ADM-160 MALD                                                              | не встановлено                                                             | 01.12.2023 | Дніпропетровська обл.                                                    | Кривий Ріг            | 1/2                  | Х-59                 | 1 ракета перехоплена ППО, наслідки влучання 2-ї не встановлені, без жертв      |
| АР Крим                | АР Крим                | 5В28                                                                      | не встановлено                                                             | 02.12.2023 | Дніпропетровська обл.                                                    | Дніпропетровська обл. | 1/1                  | Х-59                 | перехоплено українською ППО                                                    |
|                        |                        |                                                                           |                                                                            | 03.12.2023 | Україна                                                                  | Україна               | 0/1                  | Х-59                 | не встановлено                                                                 |
| Херсонська обл.        | Херсонська обл.        | ракета GMLRS                                                              | 2С7 «Піон»                                                                 | 04.12.2023 | Україна                                                                  | Україна               | 1/1                  | Х-59                 | перехоплено українською ППО                                                    |
| Херсонська обл.        | Херсонська обл.        | ракета GMLRS                                                              | 9К33 «Оса»                                                                 | 04.12.2023 |                                                                          |                       |                      |                      |                                                                                |
| Харківська обл.        | Купʼянський р-н        | ракета GMLRS                                                              | Р-934Б «Синиця»                                                            | 05.12.2023 |                                                                          |                       |                      |                      |                                                                                |
| Донецька обл.          | Донецьк                | AGM-88                                                                    | не встановлено                                                             | 06.12.2023 | Дніпропетровська обл.                                                    | Дніпро                | 1/1                  | Х-59                 | перехоплено українською ППО                                                    |
|                        |                        |                                                                           |                                                                            | 07.12.2023 | Херсонська обл.                                                          | Херсонська обл.       | 0/2                  | —                    | не встановлено                                                                 |
| 08.12.2023             | Україна                | Україна                                                                   | 14/20                                                                      | Х-101*     | 14 із 21 ракети знищені ППО, влучання на Дніпропетровщині, жертви: 1/4   |                       |                      |                      |                                                                                |
| 08.12.2023             | Україна                | Україна                                                                   | 14/20                                                                      | Х-55       | 14 із 21 ракети знищені ППО, влучання на Дніпропетровщині, жертви: 1/4   |                       |                      |                      |                                                                                |
| 08.12.2023             | Україна                | Україна                                                                   | 0/1                                                                        | Іскандер-М | 14 із 21 ракети знищені ППО, влучання на Дніпропетровщині, жертви: 1/4   |                       |                      |                      |                                                                                |
| Донецька обл.          | Донецька обл.          | ракета GMLRS                                                              | 9К37М1 «Бук-М1»                                                            | 09.12.2023 | Миколаївська обл.                                                        | Миколаїв              | 0/1                  | —                    | відомо про влучання ракети на відкритій території на околицях міста, без жертв |
|                        |                        |                                                                           |                                                                            | 11.12.2023 | Київ                                                                     | Київ                  | 8/8                  | —                    | 8 ракет перехоплено ППО, пошкодження уламками житлових будинків                |
| Україна                |                        |                                                                           |                                                                            | 11.12.2023 |                                                                          |                       | 8/8                  | —                    | 8 ракет перехоплено ППО, пошкодження уламками житлових будинків                |
| Дніпропетровська обл.  | Дніпропетровська обл.  | 1/1                                                                       | Х-59                                                                       | 11.12.2023 | перехоплено українською ППО                                              |                       |                      |                      |                                                                                |
| Запорізька обл.        | Запорізька обл.        | 1/1                                                                       | Х-59                                                                       | 11.12.2023 | перехоплено українською ППО                                              |                       |                      |                      |                                                                                |
| південь України        | південь України        | ракета GMLRS                                                              | розрахунок БпЛА                                                            | 12.12.2023 |                                                                          |                       |                      |                      |                                                                                |
| РФ, Безсонівка         | РФ, Безсонівка         | Точка-У                                                                   | не встановлено                                                             | 12.12.2023 |                                                                          |                       |                      |                      |                                                                                |
|                        |                        |                                                                           |                                                                            | 13.12.2023 | Київ                                                                     | Київ                  | 10/10                | Іскандер-М           | перехоплено ППО, влучання не здетонованих б/ч ракет, уламками, жертви: 0/20    |
| 14.12.2023             | Дніпропетровська обл.  | Дніпропетровська обл.                                                     | 1/1                                                                        | Х-59       | перехоплено українською ППО                                              |                       |                      |                      |                                                                                |
| 14.12.2023             | Хмельницька обл.       | Старокостянтинів                                                          | 1/3                                                                        | Х-47М      | одна ракета перехоплено ППО, наслідки влучання інших невідомі, без жертв |                       |                      |                      |                                                                                |
| Донецька обл.          | Маріуполь              | —                                                                         | військова інф-ра                                                           | 15.12.2023 | Кіровоградська обл.                                                      | Кропивницький р-н     | 1/1                  | Х-59                 | перехоплено українською ППО                                                    |
| Донецька обл.          | Донецьк                | —                                                                         | не встановлено                                                             | 15.12.2023 |                                                                          |                       |                      |                      |                                                                                |
| Донецька обл.          | Донецька обл.          | Точка-У                                                                   | не встановлено                                                             | 15.12.2023 |                                                                          |                       |                      |                      |                                                                                |
| Херсонська обл.        | Нова Маячка            | ракета GMLRS                                                              | військова інф-ра                                                           | 16.12.2023 |                                                                          |                       |                      |                      |                                                                                |
|                        |                        |                                                                           |                                                                            | 17.12.2023 | Україна                                                                  | Україна               | 1/1                  | Х-59                 | перехоплено українською ППО                                                    |
| 0/1                    | Іскандер-К             | не встановлено                                                            |                                                                            | 17.12.2023 | Україна                                                                  | Україна               |                      |                      |                                                                                |
| південь України        | південь України        | —                                                                         | Р-330Ж «Житель»                                                            | 18.12.2023 | Дніпропетровська обл.                                                    | Дніпропетровська обл. | 1/1                  | Х-59                 | перехоплено українською ППО                                                    |
| південь України        | південь України        | —                                                                         | 9K317 «Бук-М2»                                                             | 18.12.2023 |                                                                          |                       |                      |                      |                                                                                |
| південь України        | південь України        | —                                                                         | 9K317M «Бук-M3»                                                            | 18.12.2023 |                                                                          |                       |                      |                      |                                                                                |
| південь України        | південь України        | ракета GMLRS                                                              | 2С5 «Гіацинт-С»                                                            | 19.12.2023 |                                                                          |                       |                      |                      |                                                                                |
| АР Крим                | Сонячногірське         | Storm Shadow                                                              | військова інф-ра                                                           | 20.12.2023 |                                                                          |                       |                      |                      |                                                                                |
| АР Крим                | Вітине                 | Storm Shadow                                                              | військова інф-ра                                                           | 20.12.2023 |                                                                          |                       |                      |                      |                                                                                |
| південь України        | південь України        | ракета GMLRS                                                              | БМ-21 «Град», б/к                                                          | 20.12.2023 |                                                                          |                       |                      |                      |                                                                                |
| Херсонська обл.        | Херсонська обл.        | ракета GMLRS                                                              | 3х 9П140                                                                   | 20.12.2023 |                                                                          |                       |                      |                      |                                                                                |
| Херсонська обл.        | Херсонська обл.        | ракета GMLRS                                                              | 2х 9Т452                                                                   | 20.12.2023 |                                                                          |                       |                      |                      |                                                                                |
| Херсонська обл.        | Херсонська обл.        | ракета GMLRS                                                              | 2х БМП-2, піхота                                                           | 22.12.2023 |                                                                          |                       |                      |                      |                                                                                |
|                        |                        |                                                                           |                                                                            | 23.12.2023 | Дніпропетровська обл.                                                    | Дніпровський р-н      | 1/1                  | Х-59                 | перехоплено українською ППО                                                    |
| РФ, Єйськ              | РФ, Єйськ              | —                                                                         | не встановлено                                                             | 25.12.2023 | Дніпропетровська обл.                                                    | Криворізький р-н      | 1/1                  | Х-59                 | перехоплено українською ППО                                                    |
|                        |                        |                                                                           |                                                                            | 25.12.2023 | південь України                                                          | південь України       | 1/1                  | Х-31П                | перехоплено українською ППО                                                    |
| АР Крим                | Феодосія               | EG Scalp                                                                  | ВДК проєкту 775                                                            | 26.12.2023 |                                                                          |                       |                      |                      |                                                                                |
| Луганська обл.         | Кремінна               | ракета GMLRS                                                              | військова інф-ра                                                           | 28.12.2023 |                                                                          |                       |                      |                      |                                                                                |
|                        |                        |                                                                           |                                                                            | 29.12.2023 | Київ                                                                     | Київ                  | 87/90+               | Х-101*, Х-47М        | падіння ракет та їх уламків серед житлової забудови, жертви: 33/30             |
| Черкаська обл.         | Сміла                  | влучання у приватну забудову, жертви: 1/9                                 |                                                                            | 29.12.2023 |                                                                          |                       | 87/90+               | Х-101*, Х-47М        |                                                                                |
| Сумська обл.           | Конотоп                | пошкоджено станцію техобслуговування, житлові будинки, жертви: 0/2        |                                                                            | 29.12.2023 |                                                                          |                       | 87/90+               | Х-101*, Х-47М        |                                                                                |
| Одеська обл.           | Одеса                  | влучання у житловий багатоповерховий будинок, іншу забудову, жертви: 2/25 |                                                                            | 29.12.2023 |                                                                          |                       | 87/90+               | Х-101*, Х-47М        |                                                                                |
| Дніпропетровська обл.  | Дніпро                 | влучання по торговому центру та пологовому будинку, жертви: 4/10+         |                                                                            | 29.12.2023 |                                                                          |                       | 87/90+               | Х-101*, Х-47М        |                                                                                |
| Львівська обл.         | Львів                  | 0/7                                                                       | влучання у двір перед закладом освіти та житловими будинками, жертви: 1/15 | 29.12.2023 |                                                                          |                       |                      | Х-101*, Х-47М        |                                                                                |
| Запорізька обл.        | Запоріжжя              | 0/7                                                                       | KN-23                                                                      | 29.12.2023 | влучання у промислову і житлову забудову міста, жертви: 9/10             |                       |                      |                      |                                                                                |
| Харківська обл.        | Харків                 | 0/8                                                                       | Х-22/Х-32                                                                  | 29.12.2023 | влучання у цивільну забудову, із обстрілом із С-300/C-400, жертви: 3/13  |                       |                      |                      |                                                                                |
| Україна                | Україна                | 0/4                                                                       | Х-59, Х-31П                                                                | 29.12.2023 | 87 ракет типу Х-101/Х-555/Х-55 було перехоплено українською ППО          |                       |                      |                      |                                                                                |
| РФ, Новотроїцька       | РФ, Новотроїцька       | 1/1                                                                       | Х-101*                                                                     | 29.12.2023 | відомо ракету що передчасно впала                                        |                       |                      |                      |                                                                                |
| Україна                | Україна                | ракета GMLRS                                                              | БМ-27 «Ураган»                                                             | 30.12.2023 | Дніпропетровська обл.                                                    | Дніпропетровська обл. | 1/1                  | Х-59                 | перехоплено українською ППО                                                    |
| Херсонська обл.        | Херсонська обл.        | ракета GMLRS                                                              | 2С19 «Мста-С»                                                              | 30.12.2023 |                                                                          |                       |                      |                      |                                                                                |

*Х-101/Х-555/Х-55

### Січень
- Масований ракетний обстріл України 2 січня 2024
- Масований ракетний обстріл України 8 січня 2024
- Масований ракетний обстріл України 13 січня 2024
- Масований ракетний обстріл України 23 січня 2024

Зафіксовано щонайменше 225 ракет з російського боку. 151 ракета було перехоплена силами ППО, щонайменше 6 ракет передчасно впали/не здетонували.
18 січня стало відомо що у одній з атак було збито ракету П-35 (3М44 «Прогрес»), уламки якої були знайдені на півдні України. 20 січня слідчі CAR знайшли на ракеті якою вдарили по Харкову 2 січня символи КНДР.
| Удари завдані Україною | Удари завдані Україною | Удари завдані Україною                                        | Удари завдані Україною           | дата                                     | Удари завдані Росією                                               | Удари завдані Росією  | Удари завдані Росією | Удари завдані Росією             | Удари завдані Росією                                                   |
| місце                  | місце                  | ракети                                                        | влучання                         | дата                                     | місце                                                              | місце                 | ракети               | ракети                           | подробиці                                                              |
| ---------------------- | ---------------------- | ------------------------------------------------------------- | -------------------------------- | ---------------------------------------- | ------------------------------------------------------------------ | --------------------- | -------------------- | -------------------------------- | ---------------------------------------------------------------------- |
| Донецька обл.          | Гірне                  | ракета GMLRS                                                  | 9K317 «Бук-М2»                   | 01.01.2024                               | Україна                                                            | Україна               | 1/1                  | Х-59                             | перехоплено українською ППО                                            |
| Луганська обл.         | Лисичанськ             | ракета GMLRS                                                  | військова інф-ра                 | 01.01.2024                               | південь України                                                    | південь України       | 0/3                  | Х-31П                            | не встановлено                                                         |
|                        |                        |                                                               |                                  | 01.01.2024                               | південь України                                                    | південь України       | 0/1                  | Х-59                             | не встановлено                                                         |
| Херсонська обл.        | Херсонська обл.        | M30A1                                                         | 1К148 «Ястреб-АВ»                | 02.01.2024                               | Київ та Київська обл.                                              | Київ та Київська обл. | 59/70                | Х-101*                           | пошкодження житлової та іншої забудови, жертви: 3/100+                 |
| південь України        | південь України        | ракета GMLRS                                                  | 9K37M1-2 «Бук-М1-2»              | 02.01.2024                               | Київ та Київська обл.                                              | Київ та Київська обл. | 10/10                | Х-47М                            | пошкодження житлової та іншої забудови, жертви: 3/100+                 |
| Донецька обл.          | Донецька обл.          | ракета GMLRS                                                  | 3х 2С19 «Мста-С»                 | 02.01.2024                               | Київ та Київська обл.                                              | Київ та Київська обл. | 3/3                  | Калібр                           | пошкодження житлової та іншої забудови, жертви: 3/100+                 |
| Донецька обл.          | Донецька обл.          | ракета GMLRS                                                  | 3х БМ-21 «Град»                  | 02.01.2024                               | Київ та Київська обл.                                              | Київ та Київська обл. | —                    | KN-23                            | пошкодження житлової та іншої забудови, жертви: 3/100+                 |
| Донецька обл.          | Донецька обл.          | ракета GMLRS                                                  | БМ-27 «Ураган»                   | 02.01.2024                               | Харківська обл.                                                    | Харків                | —                    | KN-23                            | відомо про застосування ракет KN-23 під час цього обстрілу             |
| Донецька обл.          | Донецька обл.          | ракета GMLRS                                                  | 2С4 «Тюльпан»                    | 02.01.2024                               | РФ, Петропавлівка                                                  | РФ, Петропавлівка     | 1/1                  | Х-101*                           | відомо ракету що передчасно впала на житлову забудову                  |
| Донецька обл.          | Донецька обл.          | ракета GMLRS                                                  | 9К35 «Стріла-10»                 | 02.01.2024                               |                                                                    |                       |                      |                                  |                                                                        |
| Запорізька обл.        | Запорізька обл.        | ракета GMLRS                                                  | розрахунок БпЛА                  | 03.01.2024                               | Дніпропетровська обл.                                              | Дніпро                | 1/1                  | Х-59                             | перехоплено українською ППО                                            |
|                        |                        |                                                               |                                  | 03.01.2024                               | Миколаївська обл.                                                  | Снігурівка            | 0/1                  | —                                | влучання по промисловому об'єкту з вантажівками, жертви: 0/4           |
| Херонська обл.         | Раденськ               | ракета GMLRS                                                  | 9К35 «Стріла-10»                 | 04.01.2024                               | Кіровоградська обл.                                                | Кропивницький         | 0/1                  | Х-59                             | пошкоджено будівлі кількох енергетичних підприємств                    |
| АР Крим                | Гришине                | Storm Shadow                                                  | склад боєприпасів                | 04.01.2024                               |                                                                    |                       |                      |                                  |                                                                        |
| АР Крим                | Саки                   | Storm Shadow                                                  | 222-ий вузол зв’язку (в/ч 03121) | 04.01.2024                               |                                                                    |                       |                      |                                  |                                                                        |
| АР Крим                | Саки                   | Storm Shadow                                                  | пост РЛС 5Н84А «Оборона-14»      | 04.01.2024                               |                                                                    |                       |                      |                                  |                                                                        |
| РФ, Липецька обл.      | РФ, Липецька обл.      | 5В28                                                          | не встановлено                   | 04.01.2024                               |                                                                    |                       |                      |                                  |                                                                        |
| Запорізька обл.        | Запорізька обл.        | ракета GMLRS                                                  | 2х 2С9 «Нона-С»                  | 05.01.2024                               |                                                                    |                       |                      |                                  |                                                                        |
| Донецька обл.          | Кадіївка               | ракета GMLRS                                                  | військова інф-ра                 | 05.01.2024                               |                                                                    |                       |                      |                                  |                                                                        |
| АР Крим                | Новофедорівка          | Storm Shadow                                                  | командний пункт                  | 05.01.2024                               |                                                                    |                       |                      |                                  |                                                                        |
|                        |                        |                                                               |                                  | 06.01.2024                               | Харківська обл.                                                    | Харків                | —                    | KN-23                            | влучання ракет С-300 у пустир, згодом уточнено про ракети з КНДР       |
| 07.01.2024             | Україна                | Україна                                                       | 1/1                              | Х-59                                     | перехоплено українською ППО                                        |                       |                      |                                  |                                                                        |
| Запорізька обл.        | Запорізька обл.        | ракета GMLRS                                                  | 3х 9П140                         | 08.01.2024                               | Дніпропетровська обл.                                              | Кривий Ріг            | 18/44                | —                                | влучання у торговий центр, жертви: 0/1                                 |
| Запорізька обл.        | Бурчак                 | ракета GMLRS                                                  | П-18                             | 08.01.2024                               | Дніпропетровська обл.                                              | Лозуватка             | 18/44                | —                                | влучання у приватний житловий будинок, жертви: 1/0                     |
| Запорізька обл.        | Нове Поле              | ракета GMLRS                                                  | КамАЗ-5350                       | 08.01.2024                               | Дніпропетровська обл.                                              | Новомосковськ         | 18/44                | —                                | пошкоджені адмінбудівлі, заправки, п'ятиповерхівка, авто, жертви: 0/24 |
| Херсонська обл.        | Херсонська обл.        | ракета GMLRS                                                  | ТОС-1                            | 08.01.2024                               | Запорізька обл.                                                    | Запоріжжя             | 18/44                | —                                | влучання на відкриті території поруч з будинками, жертви: 0/4          |
| РФ, Бєлгородська обл.  | РФ, Бєлгородська обл.  | 5В28                                                          | не встановлено                   | 08.01.2024                               | Хмельницька обл.                                                   | Хмельницька обл.      | 18/44                | —                                | влучання в об'єкт критичної інф-ри, пошкоджені будинки, жертви: 3/0    |
|                        |                        |                                                               |                                  | 08.01.2024                               | РФ, Великий Морець                                                 | РФ, Великий Морець    | 1/1                  | Х-101*                           | відомо ракету що передчасно впала на поле                              |
| Херсонська обл.        | Нова Маячка            | ракета GMLRS                                                  | 2С19 «Мста-С»                    | 10.01.2024                               | Дніпропетровська обл.                                              | Синельниківський р-н  | 1/1                  | Х-59                             | перехоплено українською ППО                                            |
| Херсонська обл.        | Нова Маячка            | ракета GMLRS                                                  | 9К51М «Торнадо-Г                 | 10.01.2024                               | Дніпропетровська обл.                                              | Кривий Ріг            | 0/1                  | Х-59                             | не встановлено, без жертв                                              |
| Запорізька обл.        | Токмак                 | ракета GMLRS                                                  | не встановлено                   | 11.01.2024                               |                                                                    |                       |                      |                                  |                                                                        |
| Запорізька обл.        | Бердянськ              | ракета GMLRS                                                  | військова інф-ра                 | 13.01.2024                               | Чернігівська обл.                                                  | Чернігів              | 28/30                | Х-101*, Х-47М, Х-22, Х-59, Х-31П | пошкоджено 15 приватних будинків, багатоповерхівку та три магазини     |
| Донецька обл.          | Маріуполь              | ракета GMLRS                                                  | військова інф-ра                 | 13.01.2024                               | Сумська обл.                                                       | Шостка                | 28/30                | Х-101*, Х-47М, Х-22, Х-59, Х-31П | вибуховою хвилею пошкоджено щонайменше 26 будинків, жертви: 0/1        |
|                        |                        |                                                               |                                  | 13.01.2024                               | Дніпропетровська обл.                                              | Дніпро                | 28/30                | Х-101*, Х-47М, Х-22, Х-59, Х-31П | відомо про влучання                                                    |
| Полтавська обл.        | Кременчук              | відомо про падіння ракети що не здетонувала                   |                                  | 13.01.2024                               |                                                                    |                       | 28/30                | Х-101*, Х-47М, Х-22, Х-59, Х-31П |                                                                        |
| Україна                | Україна                | заявлено про 8 збитих ракет і ще 20+ знешкоджених завдяки РЕБ |                                  | 13.01.2024                               |                                                                    |                       | 28/30                | Х-101*, Х-47М, Х-22, Х-59, Х-31П |                                                                        |
| РФ, Ленінградський р-н | РФ, Ленінградський р-н | 2/2                                                           | Х-101*, Калібр                   | 13.01.2024                               | відомо дві ракети що передчасно впали на поле                      |                       |                      |                                  |                                                                        |
| Херсонська обл.        | Кринки                 | ракета GMLRS                                                  | 9К33 «Оса»                       | 14.01.2024                               | Дніпропетровська обл.                                              | Криворізький р-н      | 1/1                  | Х-59                             | перехоплено українською ППО                                            |
|                        |                        |                                                               |                                  | 15.01.2024                               | Дніпропетровська обл.                                              | Дніпровський р-н      | 1/1                  | Х-59                             | перехоплено українською ППО                                            |
| Херсонська обл.        | Раденськ               | ракета GMLRS                                                  | 9К33 «Оса»                       | 16.01.2024                               | Кіровоградська обл.                                                | Кіровоградська обл.   | 1/1                  | Х-59                             | перехоплено українською ППО                                            |
| Херсонська обл.        | Брилівка               | ракета GMLRS                                                  | 2х БМ-27 «Ураган»                | 16.01.2024                               |                                                                    |                       |                      |                                  |                                                                        |
|                        |                        |                                                               |                                  | 17.01.2024                               | Дніпропетровська обл.                                              | Дніпровський р-н      | 1/1                  | Х-59                             | перехоплено українською ППО                                            |
| Кіровоградська обл.    | Кіровоградська обл.    | 2/2                                                           | Х-47М                            | 17.01.2024                               | відомо про дві ракети що не здетонували                            |                       |                      |                                  |                                                                        |
| південь України        | південь України        | ракета GMLRS                                                  | 9К332 «Тор-М2»                   | 19.01.2024                               |                                                                    |                       |                      |                                  |                                                                        |
|                        |                        |                                                               |                                  | 21.01.2024                               | Кіровоградська обл.                                                | Кропивницький         | ?/2+                 | —                                | не встановлено                                                         |
| Дніпропетровська обл.  | Дніпровський р-н       | 1/1                                                           | Х-59                             | 21.01.2024                               | перехоплено українською ППО                                        |                       |                      |                                  |                                                                        |
| Донецька обл.          | Донецька обл.          | ракета GMLRS                                                  | 1К148 «Ястреб-АВ»                | 23.01.2024                               | Київ                                                               | Київ                  | 21/37                | Х-101*, Х-22, Іскандер-М, Х-59   | влучання та ураження уламками житлової забудови, жертви: 1/18          |
| Донецька обл.          | Донецька обл.          | ракета GMLRS                                                  | 9K317 «Бук-М2»                   | 23.01.2024                               | Київська обл.                                                      | Бучанський р-н        | 21/37                | Х-101*, Х-22, Іскандер-М, Х-59   | пошкоджені житлові будинки, господарчі споруди, авто, жертви: 0/3      |
| Донецька обл.          | Донецька обл.          | ракета GMLRS                                                  | 9K317M «Бук-M3»                  | 23.01.2024                               | Харківська обл.                                                    | Харків                | 21/37                | Х-101*, Х-22, Іскандер-М, Х-59   | обстріл житлової забудови у двох районах, жертви: 10/42                |
| Донецька обл.          | Донецька обл.          | ракета GMLRS                                                  | 1Л219 «Зоопарк»                  | 23.01.2024                               | Дніпропетровська обл.                                              | Павлоград             | 21/37                | Х-101*, Х-22, Іскандер-М, Х-59   | пошкоджені інф-ра, дві школи та вісім багатоповерхівок, жертви: 1/2+   |
| Донецька обл.          | Донецька обл.          | ракета GMLRS                                                  | 2С5 «Гіацинт-С»                  | 23.01.2024                               | Сумська обл.                                                       | Шостка                | 21/37                | Х-101*, Х-22, Іскандер-М, Х-59   | відомо про влучання у об’єкти критичної інфраструктури, без жертв      |
| Донецька обл.          | Іловайськ              | ракета GMLRS                                                  | особ. склад                      | 24.01.2024                               | Миколаївська обл.                                                  | Миколаївська обл.     | 1/1                  | Х-59                             | перехоплено українською ППО                                            |
| Херсонська обл.        | Херсонська обл.        | ракета GMLRS                                                  | військова інф-ра                 | 27.01.2024                               | Донецька обл.                                                      | Слов'янськ            | 0/1                  | Іскандер                         | влучання у цех, пошкодження житлових багатоповерхівок і дитсадка       |
|                        |                        |                                                               |                                  | 27.01.2024                               | Полтавська обл.                                                    | Кременчуцький р-н     | 0/2                  | Іскандер-М                       | влучання у промисловий об'єкт, без жертв                               |
| 28.01.2024             | Кременчуцький р-н      | 0/1                                                           | Іскандер-М                       | влучання у промисловий об'єкт, без жертв | Полтавська обл.                                                    |                       |                      |                                  |                                                                        |
| 28.01.2024             | Дніпропетровська обл.  | Дніпровський р-н                                              | 1/1                              | Х-59                                     | перехоплено українською ППО                                        |                       |                      |                                  |                                                                        |
| РФ                     | Таганрог               | Р-360 «Нептун»                                                | на березі моря було знайдено КР  | 29.01.2024                               |                                                                    |                       |                      |                                  |                                                                        |
|                        |                        |                                                               |                                  | 30.01.2024                               | Харківська обл.                                                    | Малоданилівська ОТГ   | 0/1                  | Іскандер-М                       | наслідки не встановлені, без жертв                                     |
| Золочівська ОТГ        | 0/1                    | Іскандер-М                                                    | пошкоджено будинок, без жертв    | 30.01.2024                               | Харківська обл.                                                    |                       |                      |                                  |                                                                        |
| Донецька обл.          | Покровськ              | 0/1                                                           | Іскандер-М                       | 30.01.2024                               | пошкоджений промисловий об'єкт, житлові будинки, авто, жертви: 0/1 |                       |                      |                                  |                                                                        |
| АР Крим                | Бельбек                | Storm Shadow                                                  | командний пункт                  | 31.01.2024                               | Дніпропетровська обл.                                              | Криворізький р-н      | 1/1                  | Х-59                             | перехоплено українською ППО                                            |

*Х-101/Х-555/Х-55

### Лютий
- Масований ракетний обстріл України 7 лютого 2024
- Масований ракетний обстріл України 15 лютого 2024

Зафіксовано щонайменше 115 ракет з російського боку. 61 ракету було перехоплено силами ППО, щонайменше ще 3 ракети передчасно впали/не здетонували. 
Станом на 22 лютого 2024 року російські війська випустили по Україні понад 20 північнокорейських засобів ураження. 
| Удари завдані Україною | Удари завдані Україною | Удари завдані Україною | Удари завдані Україною | дата | Удари завдані Росією | Удари завдані Росією | Удари завдані Росією | Удари завдані Росією | Удари завдані Росією                                                   |
| місце                  | місце | ракети | влучання | дата | місце | місце                | ракети               | ракети               | подробиці                                                              |
| ---------------------- | --- | --- | --- | --- | --- | -------------------- | -------------------- | -------------------- | ---------------------------------------------------------------------- |
|                        | | | | 02.02.2024 | Харківська обл. | Харківська обл.      | 1/1                  | Х-32                 | вибухотехніки поліції знешкодили бойові частини російської ракети Х-32 |
| 03.02.2024             | Дніпропетровська обл. | Дніпропетровська обл. | 0/2 | Х-59 | відомо про обстріл енергетичної інфраструктури |                      |                      |                      |                                                                        |
| 03.02.2024             | Дніпропетровська обл. | Криворізький р-н | 1/1 | Х-59 | перехоплено українською ППО |                      |                      |                      |                                                                        |
| Луганська обл.         | Лисичанськ | ракета GMLRS | особовий склад | 04.02.2024 | |                      |                      |                      |                                                                        |
|                        | | | | 05.02.2024 | Миколаївська обл. | Вознесенський р-н    | 1/1                  | Х-59                 | внаслідок роботи Сил оборони, ракета не досягла цілі                   |
| 06.02.2024             | Дніпропетровська обл. | Дніпровський р-н | 1/1 | Х-59 | перехоплено українською ППО |                      |                      |                      |                                                                        |
| 07.02.2024             | Львівська обл. | Дрогобич | 29/39 | Х-101*, 3M22, Іскандер-М, Калібр, Х-69 | влучання у промисловий об'єкт, без жертв |                      |                      |                      |                                                                        |
| 07.02.2024             | Київ | Київ | 29/39 | Х-101*, 3M22, Іскандер-М, Калібр, Х-69 | пошкодження від падіння уламків на житлові будинки, жертви: 4/38 |                      |                      |                      |                                                                        |
| 07.02.2024             | Київська обл. | Київська обл. | 29/39 | Х-101*, 3M22, Іскандер-М, Калібр, Х-69 | пошкодження від падіння уламків у 8 населених пунктах, без жертв |                      |                      |                      |                                                                        |
| 07.02.2024             | Дніпропетровська обл. | Павлоградський р-н | 29/39 | Х-101*, 3M22, Іскандер-М, Калібр, Х-69 | влучання в інфраструктурний об’єкт, без жертв |                      |                      |                      |                                                                        |
| 07.02.2024             | Миколаївська обл. | Миколаїв | 29/39 | Х-22 | 40 приватних будинків зазнали руйнувань, жертви: 1/12 |                      |                      |                      |                                                                        |
| 07.02.2024             | Харківська обл. | Харків | 29/39 | KN-23 | пошкоджені будівлі в промисловій зоні, жертви: 0/3 |                      |                      |                      |                                                                        |
| Донецька обл.          | Донецька обл. | ракета GMLRS | 2С5 «Гіацинт-С» | 08.02.2024 | Донецька обл. | Авдіївка             | 0/2                  | —                    | пошкодження житлових будинків, жертви: 1/0                             |
| Донецька обл.          | Донецька обл. | ракета GMLRS | 9C36 «Бук» | 08.02.2024 | Донецька обл. | Селидове             | 0/4                  | KN-23                | удар по житловій забудові з С-300 і KN-23, жертви: 1/7                 |
| Донецька обл.          | Донецька обл. | ракета GMLRS | 9K317 «Бук-М2» | 08.02.2024 | |                      |                      |                      |                                                                        |
| Донецька обл.          | Донецька обл. | ракета GMLRS | Р-330Ж «Житель» | 08.02.2024 | |                      |                      |                      |                                                                        |
| Запорізька обл.        | Токмак | ракета GMLRS | військова інф-ра | 09.02.2024 | |                      |                      |                      |                                                                        |
| Херсонська обл.        | Херсонська обл. | ракета GMLRS | вантажівки | 11.02.2024 | |                      |                      |                      |                                                                        |
| Луганська обл.         | Білокуракине | ракета GMLRS | не встановлено | 11.02.2024 | |                      |                      |                      |                                                                        |
|                        | | | | 12.02.2024 | Харківська обл. | Зміївський р-н       | 1/1                  | Х-59                 | перехоплено українською ППО                                            |
| 13.02.2024             | Одеська обл. | Одеса | 1/1 | Х-59 | перехоплено українською ППО, уламки ракети пошкодили багатоповерхівку |                      |                      |                      |                                                                        |
| 15.02.2024             | Львівська обл. | Львів | 13/24 | Х-101*, KN-23/Іскандер-М, Калібр, Х-59 | пошкоджено ел. підстанцію, житлові будинки, дитсадок, ліцей та школу, жертви: 0/3                                                                                          |                      |                      |                      |                                                                        |
| 15.02.2024             | Хмельницька обл. | Хмельницька обл. | 13/24 | Х-101*, KN-23/Іскандер-М, Калібр, Х-59 | внаслідок російської атаки пошкоджено цивільні об'єкти, жертви: 0/2 |                      |                      |                      |                                                                        |
| 15.02.2024             | Київська обл. | Бучанський р-н | 13/24 | Х-101*, KN-23/Іскандер-М, Калібр, Х-59 | пошкоджені кілька десятків житлових будинків, без жертв |                      |                      |                      |                                                                        |
| 15.02.2024             | Полтавська обл. | Полтавська обл. | 13/24 | Х-101*, KN-23/Іскандер-М, Калібр, Х-59 | внаслідок російської ракетної атаки пошкоджено склад, без жертв |                      |                      |                      |                                                                        |
| 15.02.2024             | Дніпропетровська обл. | Дніпропетровська обл. | 13/24 | Х-101*, KN-23/Іскандер-М, Калібр, Х-59 | відомо про влучання по об'єктах цивільної інфраструктури, без жертв |                      |                      |                      |                                                                        |
| 15.02.2024             | Запорізька обл. | Запоріжжя | 13/24 | Х-101*, KN-23/Іскандер-М, Калібр, Х-59 | влучання в інфраструктурний об'єкт, пошкоджені багатоповерхівки, жертви: 0/4                                                                                               |                      |                      |                      |                                                                        |
| 15.02.2024             | Україна | Україна | 13/24 | Х-101*, KN-23/Іскандер-М, Калібр, Х-59 | 13 ракет перехоплено українською ППО |                      |                      |                      |                                                                        |
| 15.02.2024             | РФ, Єланський р-н | РФ, Єланський р-н | 1/1 | Х-101* | щонайменше одна ракета передчасно впала у Єланському р-ні |                      |                      |                      |                                                                        |
| 16.02.2024             | Сумська обл. | Сумська обл. | 1/1 | Х-59 | перехоплено українською ППО |                      |                      |                      |                                                                        |
| 16.02.2024             | Харківська обл. | Дергачі | 1/1 | Х-59 | перехоплено українською ППО, уламки ракети впали на дах багатоповерхівки                                                                                                   |                      |                      |                      |                                                                        |
| 16.02.2024             | Кіровоградська обл. | Кропивницький | 0/2 | — | відомо ракетний удар, без жертв |                      |                      |                      |                                                                        |
| 17.02.2024             | Кіровоградська обл. | Кіровоградська обл. | 1/1 | Х-59 | перехоплено українською ППО |                      |                      |                      |                                                                        |
| 17.02.2024             | Донецька обл. | Краматорськ | 0/3 | Х-22 | житлові будинки, пункт незламності та соціальна їдальня, жертви: 4/2 |                      |                      |                      |                                                                        |
| 17.02.2024             | Донецька обл. | Словʼянськ | 0/3 | Іскандер-М | житлові будинки, пункт незламності та соціальна їдальня, жертви: 4/2 |                      |                      |                      |                                                                        |
| 18.02.2024             | Дніпропетровська обл. | Криворізький р-н | 1/1 | Х-59 | перехоплено українською ППО |                      |                      |                      |                                                                        |
| південь України        | південь України | ракета GMLRS | розрахунок БпЛА | 19.02.2024 | |                      |                      |                      |                                                                        |
| Донецька обл.          | Трудівське | ракета GMLRS | скупчення піхоти | 20.02.2024 | Україна | Україна              | 0/1                  | Х-31                 | не встановлено                                                         |
|                        | | | | 20.02.2024 | Донецька обл. | Дружківка            | 0/4                  | Х-22                 | пошкоджено багатоповерхові житлові будинки, адмінбудівлі, без жертв    |
| Краматорськ            | Х-22 | влучання у фільтрувальну станцію, жертви: 0/7 | | 20.02.2024 | Донецька обл. |                      | 0/4                  |                      |                                                                        |
| Полтавська обл.        | Полтавська обл. | 1/1 | Х-59 | 20.02.2024 | перехоплено українською ППО |                      |                      |                      |                                                                        |
| Україна                | Україна | ракета GMLRS | особовий склад | 21.02.2024 | Одеська обл. | Одеська обл.         | 1/1                  | Х-31П                | ракета впала в акваторію Чорного моря                                  |
| Херсонська обл.        | Кринки | ракета GMLRS | особовий склад | 21.02.2024 | |                      |                      |                      |                                                                        |
| Херсонська обл.        | Подо-Калинівка | ракета GMLRS | скупчення піхоти | 22.02.2024 | |                      |                      |                      |                                                                        |
| Херсонська обл.        | Чорнянка | ракета GMLRS | розрахунок БпЛА | 22.02.2024 | |                      |                      |                      |                                                                        |
| РФ, Ростовська обл.    | РФ, Ростовська обл. | 5В28 | не встановлено | 22.02.2024 | |                      |                      |                      |                                                                        |
| Україна                | Україна | ракета GMLRS | САУ | 23.02.2024 | Україна | Україна              | 0/2                  | Х-22                 | не встановлено                                                         |
|                        | | | | 23.02.2024 | Україна | Україна              | 0/1                  | Х-31П                | не встановлено                                                         |
| 24.02.2024             | 0/2 | Іскандер-М | ймовірне ураження ПУ ЗРК NASAMS | | Україна | Україна              |                      |                      |                                                                        |
| 24.02.2024             | Миколаївська обл. | Миколаївська обл. | 0/1 | Х-35 | радар П-18 |                      |                      |                      |                                                                        |
| 24.02.2024             | Україна | Україна | 2/3 | Х-59 | 2 ракети Х-59 перехоплені ППО, наслідки влучань решти не встановлені |                      |                      |                      |                                                                        |
| Херсонська обл.        | Україна | Україна | Раденськ | ракета GMLRS | розрахунок БпЛА | 25.02.2024           | 2/2                  | Х-31                 | перехоплено українською ППО                                            |
|                        | | | | 26.02.2024 | схід України | схід України         | 3/3                  | Х-59                 | перехоплено українською ППО                                            |
| 0/1                    | Х-31 | не встановлено | | 26.02.2024 | схід України | схід України         |                      |                      |                                                                        |
| Дніпропетровська обл.  | Дніпро | 0/1 | Іскандер-М | 26.02.2024 | пошкоджено близько десятка приватних будинків, жертви: 0/4 |                      |                      |                      |                                                                        |
| Донецька обл.          | Оленівка | ракета GMLRS | скупчення піхоти | 27.02.2024 | Україна | Україна              | 0/2+                 | Іскандер-М/KN-23     | 2 ракети Х-59 перехоплені ППО, наслідки влучань решти не встановлені   |
|                        | | | | 27.02.2024 | Україна | Україна              | 2/4                  | Х-59                 | 2 ракети Х-59 перехоплені ППО, наслідки влучань решти не встановлені   |
| 0/1                    | Х-31П | | | 27.02.2024 | Україна | Україна              |                      |                      | 2 ракети Х-59 перехоплені ППО, наслідки влучань решти не встановлені   |
| 28.02.2024             | згідно інформації української сторони, під час польоту трьох Ту-22М3 для підготовки ракетного удару, було повідомлено про ймовірний невдалий пуск ракети і скасовано політ | згідно інформації української сторони, під час польоту трьох Ту-22М3 для підготовки ракетного удару, було повідомлено про ймовірний невдалий пуск ракети і скасовано політ | згідно інформації української сторони, під час польоту трьох Ту-22М3 для підготовки ракетного удару, було повідомлено про ймовірний невдалий пуск ракети і скасовано політ | згідно інформації української сторони, під час польоту трьох Ту-22М3 для підготовки ракетного удару, було повідомлено про ймовірний невдалий пуск ракети і скасовано політ | згідно інформації української сторони, під час польоту трьох Ту-22М3 для підготовки ракетного удару, було повідомлено про ймовірний невдалий пуск ракети і скасовано політ |                      |                      |                      |                                                                        |
| Донецька обл.          | Маріуполь | — | військова інф-ра | 29.02.2024 | |                      |                      |                      |                                                                        |
| дата не встановлена    | | | | | |                      |                      |                      |                                                                        |
| Херсонська обл.        | Херсонська обл. | ракета GMLRS | комплекс РБ-301Б «Борисоглєбськ-2» | ??.02.2024 | |                      |                      |                      |                                                                        |

*Х-101/Х-555/Х-55